# Luis Guillermo Solís
Luis Guillermo Solís Rivera (San José, 25 de abril de 1958) es un politólogo e historiador y costarricense. Fue el 47.º  Presidente de la República de Costa Rica, por el Partido Acción Ciudadana (PAC), desde el 8 de mayo de 2014 hasta el 8 de mayo de 2018.
Resultó ser el candidato más votado en la primera ronda de las elecciones presidenciales de 2014 con el 30,64% de los votos sobre su rival más cercano Johnny Araya Monge, del oficialista Partido Liberación Nacional con el 29.71%, mientras que en una segunda ronda Solís ganó con un 77,76% sobre un 22,24% de Araya, alcanzando por primera vez en la historia del país la cifra de más de un millón de votos para un mismo candidato.
Es profesor de Historia y Ciencias Políticas y fue vicedecano de la Facultad de Ciencias Sociales de la Universidad de Costa Rica.

## Biografía
Solís Rivera Nació en San José, el 25 de abril de 1958, hijo de Alfredo «Freddy» Solís Avendaño y Vivienne Rivera Allen (zapatero y educadora respectivamente). Ha vivido la mayor parte de su vida entre el Montes de Oca y Curridabat. Cursó su educación primaria en la Escuela Nueva Laboratorio y la secundaria en el Colegio Metodista.
En la Universidad de Costa Rica estudió Historia y posteriormente obtuvo una beca para realizar un posgrado en la Universidad de Tulane, en Nueva Orleans, en donde obtuvo una maestría en Estudios Latinoamericanos con énfasis en Historia y Ciencias Políticas.
Hasta la fecha de su nombramiento presidencial, ejerció como profesor en las universidades Nacional y de Costa Rica, con una militancia política bastante escasa. 
Durante su periodo como presidente se viralizó por comerse una mosca en vivo, consiguiendo el apodo brindado por el pueblo del "Me la comí" haciendo referencia al icónico momento en el que se come la mosca, ve lentamente a la cámara y afirma con una risa traviesa, que en efecto, se la comió, no pudiendo ocultar el acto. Demostrando la naturaleza juguetona del presidente, algo que comparte con muchos costarricenses. 
El exmandatario se casó en primeras nupcias el 16 de mayo de 1981 con Nancy Worsfold Richards, hija de inmigrantes canadienses, en la Iglesia de San Pedro, Montes de Oca. De este matrimonio, Solís tuvo 6 hijos: Samuel, Mónica, Cristina, Beatriz y los gemelos Diego e Ignacio Solís Worsfold. La pareja se divorció en el 2006, aunque ya se encontraban separados varios meses atrás.
A partir de entonces, mantuvo una relación sentimental con una antigua alumna de la Universidad para la Paz, la politóloga española María Mercedes Peñas Domingo. Ambos son padres de Inés Solís Peñas, nacida en el 2006.

## Carrera profesional

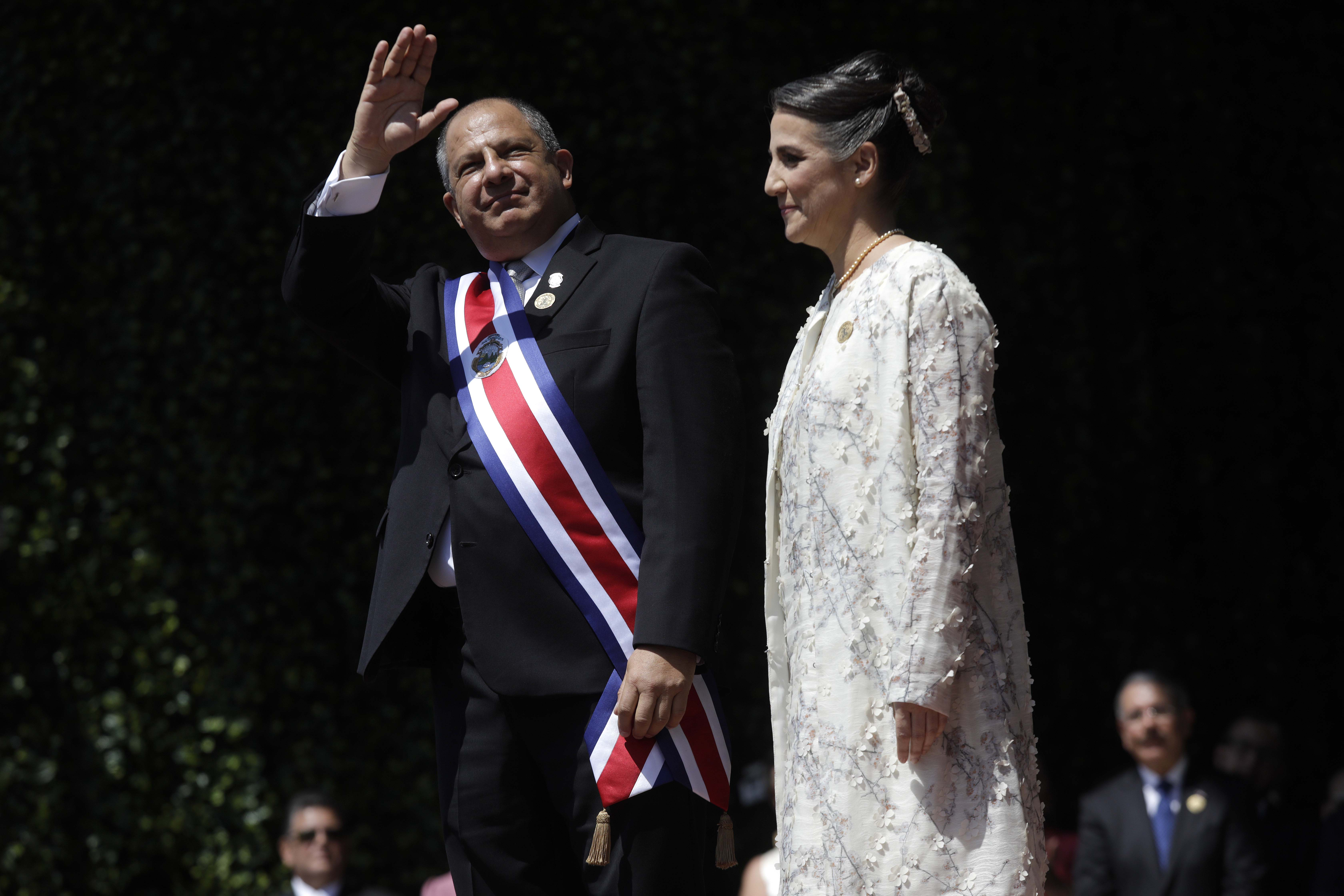
Solís junto a su esposa, la primera dama, Mereces Peñas, en el traspaso del mando presidencial de 2014.

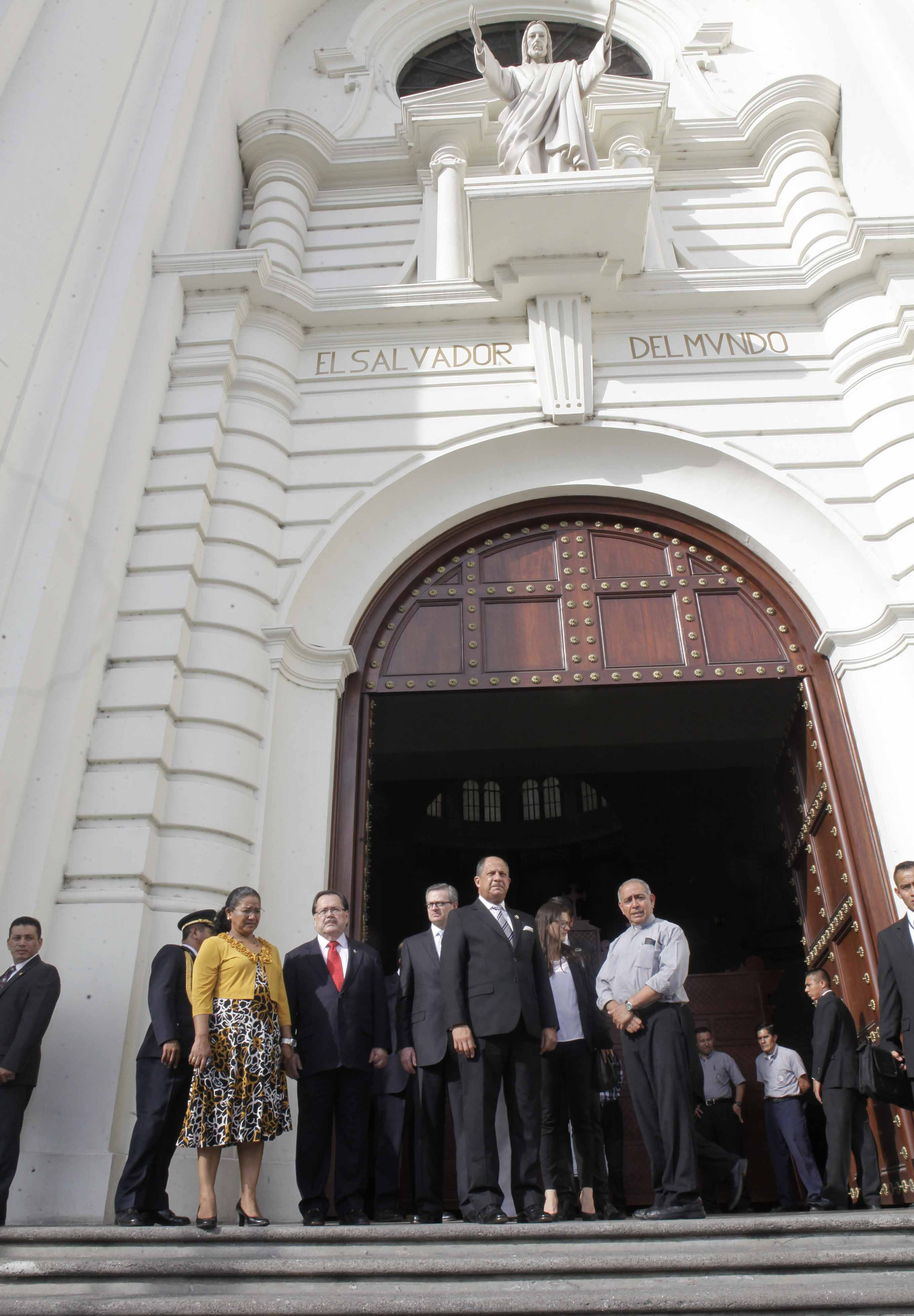
Luis Guillermo Solís visita El Salvador

Como académico, Solís es catedrático de la Universidad de Costa Rica y de la Universidad de Míchigan, fue investigador asociado del Centro de Estudios Latinoamericanos y del Caribe de la Universidad Internacional de Florida (FIU) en Miami. Fue miembro del consejo editorial de las revistas Foreign Affairs en español, Global Governance, y Espacios. Trabajó para el Proyecto de Cooperación Transfronteriza en Centroamérica, Centro para la Cumbre de las Américas, coordinador de Investigación y Gerente de Proyectos, Centro para la Administración de Justicia y consultor del Programa de las Naciones Unidas para el Desarrollo (PNUD)
Fue Jefe de gabinete del Ministerio de Relaciones Exteriores y Culto de Costa Rica en el período 1986-1990 y luego embajador para asuntos centroamericanos y posteriormente director general de política exterior, de 1994 a 1998. Gerente técnico del programa de cooperación transfronteriza, ambiente y seguridad en Centroamérica que ejecuta la Fundación para la Paz y la Democracia (FUNPADEM), bajo los auspicios de las fundaciones Ford y McArthur. Fue director general de Política Exterior del Ministerio de Relaciones Exteriores y Culto de Costa Rica de 1996 a 1998.
Uno de sus cargos más polémicos fue el de secretario general del Partido Liberación Nacional, cargo que ejerció por poco más de un año de mayo de 2002 a julio de 2003. Solís fue elegido como secretario poco después de la hasta entonces peor derrota electoral del PLN; la de las elecciones de 2002 con Rolando Araya como candidato. Una serie de reformas se plantearon para renovar y salvar al partido, entre ellas un código de ética más riguroso, acercamiento a la sociedad civil y reformas en las elecciones internas. No obstante con la resolución de la Sala IV que rehabilita la reelección presidencial y la precandidatura de Óscar Arias quien gozaba de amplios márgenes de respaldo electoral, dichas reformas no se concretaron. Solís renuncia a su cargo como secretario general junto a otras figuras de peso como Mariano Figueres (hijo del caudillo José Figueres) denunciando, entre otras cosas, irregularidades en los procesos de elección internas. Solís sería opositor al Tratado de Libre Comercio entre Estados Unidos y América Central y uno de los voceros del «No» en el referéndum respectivo, participando en debates televisivos. Se uniría al Partido Acción Ciudadana en 2008.

## Presidencia

### Controversias

#### Escándalo delCementazo
El escándalo del Cementazo se hizo público justo al término de la administración Solís, a finales de 2017 e involucró a altas figuras políticas de varios partidos e inclusive a candidatos presidenciales, siendo uno de los más sonoros escándalos de corrupción en la historia costarricense. La procuraduría de la ética eximió a Luis Guillermo Solís de responsabilidades.